# Rorschach Test
Rorschach Test war eine US-amerikanische Industrial-Metal-Band.

## Bandgeschichte
James Baker gründete Rorschach Test 1992 in Denver. Nachdem er nach Seattle umgesiedelt war, kam Troee Kerr 1992 als Keyboarder zur Band hinzu. Gemeinsam mit Benjamin Anderson als Gitarristen begannen sie unter anderem Liedtexte zu schreiben, bis sie 1996 ihr erstes Album The Eleventh auf einem Independent-Label herausbrachten. 1998 folgte das von Neil Kernon – dem Produzenten von Gruppen wie Queen, David Bowie und Judas Priest – produzierte Album Unclean. Nach einigen US-Touren wurde 2000 das Album Peace Minus One veröffentlicht. Die Gruppe löste sich 2001 auf.

## Stil
Die Musik von Rorschach Test besteht zum einen aus harten und schnellen Metal-Klängen bzw. -rhythmen und zum anderen aus einer Mischung von Industrial-Samples und elektronischer Musik. Die Liedtexte sind zumeist ironische Anspielungen auf religiöse und gesellschaftliche Klischees. Vergleichbar ist ihr Stil mit dem von Ministry, Rammstein oder Fear Factory.

## Diskografie
- 1996: The Eleventh
- 1998: Unclean
- 2000: Peace Minus One